# Stanoviště
Stanoviště (deutsch Stanowischt) ist eine Gemeinde in Tschechien. Sie liegt 40 Kilometer westlich von Brno in Südmähren und gehört zum Okres Brno-venkov.

## Geographie
Stanoviště befindet sich am Rande der Bobravská vrchovina in der Quellmulde des Baches Dolňák. Westlich des Ortes liegt das Tal der Chvojnice. Südwestlich erhebt sich die Krokočínská hůrka (498 m). Nördlich führt die Autobahn D 1 Prag-Brno vorbei. Nächste Auffahrten sind Velká Bíteš nördlich und Ostrovačice östlich. Der nächste Bahnhof liegt in Rapotice, von wo Anschluss nach Brno besteht.
Nachbarorte sind Ludvíkov im Norden, Zálesná Zhoř und Zhořský Dvůr im Nordosten, Příčnice im Osten, Rudka und Litostrov im Osten, Zbraslav im Südosten, Újezd u Rosic im Süden, Hluboké und Jinošov im Südwesten, Krokočín im Westen sowie Košíkov im Nordwesten.

## Geschichte
Die erste schriftliche Erwähnung des Dorfes erfolgte 1327 in der Gründungsurkundes des Zisterzienserinnenklosters Aula Sanctae Mariae in Alt Brünn. Stanoviště war eines der Dörfer, die die Königinwitwe Elisabeth Richza dem Kloster schenkte. Das ursprüngliche Dorf befand sich zwei Kilometer östlich im Wald Sapouškách. Es erlosch vermutlich während der Hussitenkriege und wurde an neuer Stelle wiederaufgebaut. Während dieser Zeit bemächtigte sich Kaiser Sigismund des klösterlichen Besitzes und verpfändete ihn.
Nach der Aufhebung der Patrimonialherrschaften bildete Stanovišť ab 1850 einen Ortsteil der Gemeinde Zbraslav im Brünner Bezirk. In den 1870er Jahren erlangte Stanovíště seine Eigenständigkeit. Stanovíště war landwirtschaftlich geprägt. Nach dem Aufkommen des Rossitzer Steinkohlenbergbaus verdiente sich etwa ein Drittel der Einwohner dort den Lebensunterhalt. 1905 wurde die Gemeinde dem Bezirk Velké Meziříčí zugeordnet. Im 20. Jahrhundert erlangte das Töpferhandwerk in Stanovíště große Bedeutung. Grundlage dafür waren Lagerstätten von hochwertigem Ton und Kaolin. 1948 wurde Stanovíště dem Okres Velká Bíteš zugeordnet. Nach dessen Aufhebung kam Stanovíště 1961 zum Okres Brno-venkov. Im Jahre 2004 wurde die Schule, die zuvor als eine der tristesten Schulbauten des Bezirks bezeichnet wurde, saniert und modernisiert. Seit 2007 führt Stanoviště ein Wappen und Banner.

## Gemeindegliederung
Für die Gemeinde Stanoviště sind keine Ortsteile ausgewiesen. Zu Stanoviště gehören die Ortslage Véhon und die Einschicht Příčnice.

## Sehenswürdigkeiten
- Glockenturm auf dem Dorfplatz, der achteckige Bau mit wuchtigem Zwiebelturm entstand im 19. Jahrhundert
- steinernes Kruzifix
- Kreuz an der Straße nach Zbraslav
- Landschaftsschutzgebiet Stanovské rybníčky, zwei ehemalige Tongruben im Wald östlich des Dorfes
- Teich in der Ortslage Véhon, ehemalige Tongrube